# Christer Asp

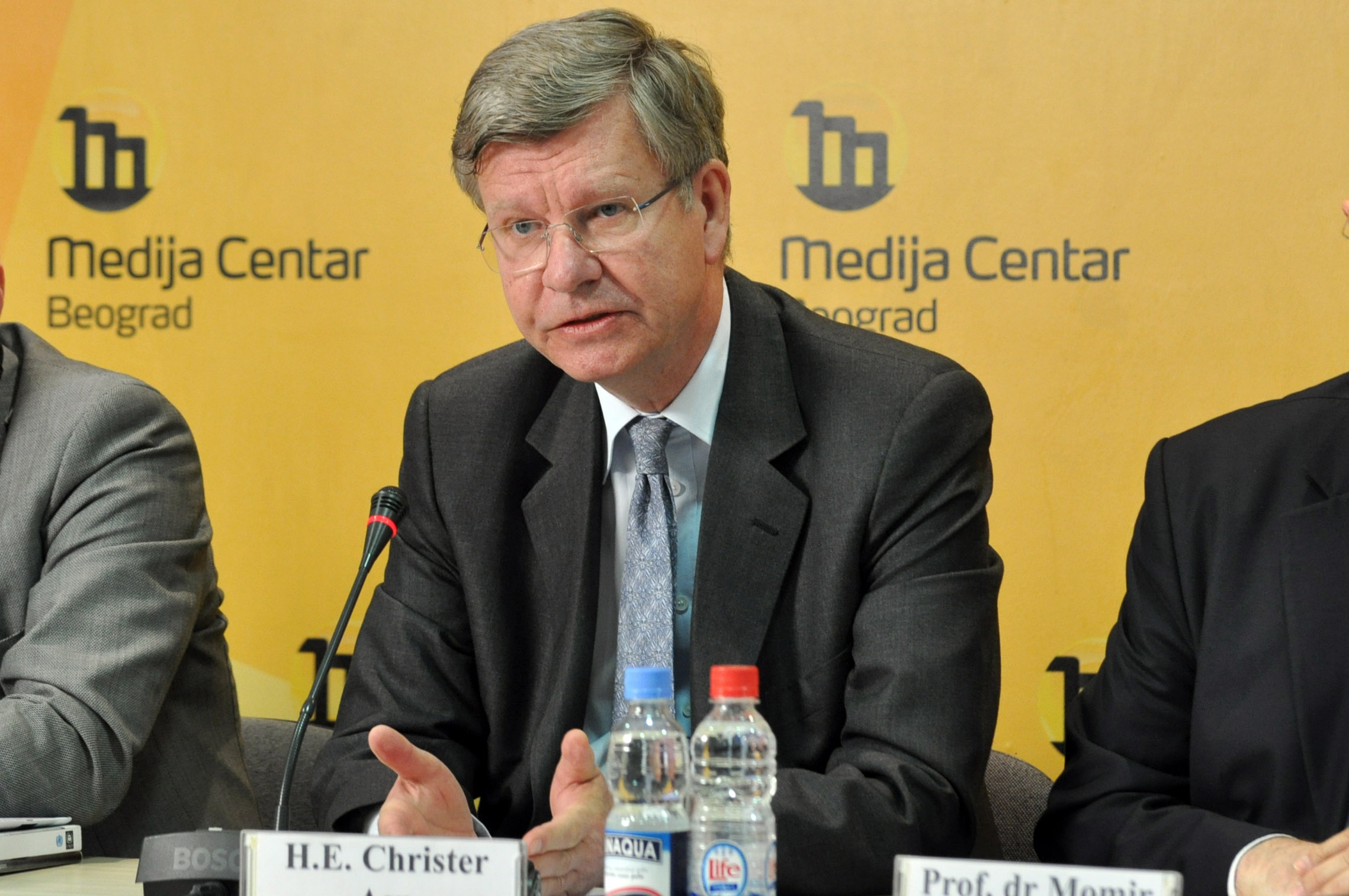

Christer Bertil Asp, född 10 mars 1949, är en svensk diplomat. Han var ambassadör i Ankara 2005-2010 och 2010-2016 ambassadör i Belgrad.
Asp började arbeta på Utrikesdepartementet 1977 och har bland annat tjänstgjort i Jakarta och Washington, D.C.. 1992-1995 var han minister och andreman på den svenska EG-delegationen (Europeiska gemenskaperna/Europeiska gemenskapen) och därmed delaktig i de svenska förhandlingarna om EU-medlemskap. Åren 1995-2000 var han kabinettschef hos EU-kommissionär Anita Gradin. Han återvände därefter en kort tid till Sveriges ständiga representation vid Europeiska unionen (2000-2001) och blev därefter chef för enheten för strategisk exportkontroll på Utrikesdepartementet. Efter jordbävningen i Indiska oceanen 2004 utsågs han 2005 till generalkonsul i Phuket med uppgift att leda den svenska räddningsinsatsen på plats. För sin insats tilldelades han, och ambassadör Jonas Hafström, Hans Majestät Konungens medalj av den 8:e storleken och i Serafimerordens band.